# 蘭德斯 (印第安納州)
蘭德斯（英語：Landess）是位於美國印地安納州格蘭特縣的一個人口普查指定地區。

## 人口
根據2010年美國人口普查的數據，蘭德斯的面積為3.60平方千米，當中陸地面積為3.60平方千米，而水域面積為0.00平方千米。當地共有人口188人，而人口密度為每平方千米52.22人。